# Hisashi Imai
Hisashi Imai (今井 寿) (Fujioka - 21 de outubro de 1965) é um guitarrista japonês, mais conhecido por ser guitarrista da banda de rock Buck-Tick. Também fez parte do dueto SCHAFT e a banda Lucy.

## Carreira
Formou o Buck-Tick em 1983 com Atsushi Sakurai como baterista, Araki como vocalista, Hoshino Hidehiko como guitarrista e Higuchi Yutaka como baixista. Em 1985, Araki deixa a banda, Sakurai assume a posição de vocalista e Toll Yagami se junta a banda como o novo baterista.
Em 1991, formou o projeto SCHAFT junto com Fujii Maki.
Também faz parte da banda de punk rock, Lucy.

## Vida pessoal
Foi preso por posse ilegal de LSD em 1989.
Em 2008, Imai anunciou em seu blog oficial que se casou e em agosto de 2013, o nascimento de seu primeiro filho(a).

## Discografia

### Schaft
- ULTRA - 20 de janeiro de 2015